# Puccinia purpurea
Puccinia purpurea ist eine Ständerpilzart aus der Ordnung der Rostpilze (Pucciniales). Der Pilz ist ein Endoparasit von Horn-Sauerklee (Oxalis corniculata) sowie von Süßgräsern des Tribus Andropogoneae. Symptome des Befalls durch die Art sind Rostflecken und Pusteln auf den Blattoberflächen der Wirtspflanzen. Sie ist weltweit verbreitet.

## Merkmale

### Makroskopische Merkmale
Puccinia purpurea ist mit bloßem Auge nur anhand der auf der Oberfläche des Wirtes hervortretenden Sporenlager zu erkennen. Sie wachsen in Nestern, die als gelbliche bis braune Flecken und Pusteln auf den Blattoberflächen erscheinen.

### Mikroskopische Merkmale
Das Myzel von Puccinia purpurea wächst wie bei allen Puccinia-Arten interzellulär und bildet Saugfäden, die in das Speichergewebe des Wirtes wachsen. Aecien oder Spermogonien der Art sind nicht bekannt. Die haselnussbraunen Uredien des Pilzes wachsen meist unterseitig auf den Blattoberflächen der Wirtspflanze. Ihre ebenfalls zimtbraunen Uredosporen sind ellipsoid bis fast kugelig, 30–40 × 23–29 µm groß und fein stachelwarzig. Die Telien sind schwarzbraun, unbedeckt und kompakt. Die haselnussbraunen Teliosporen sind zweizellig, in der Regel ellipsoid oder langellipsoid und 40–50 × 24–30 µm groß; ihre Stiele sind hyalin oder gelblich und bis zu 95 µm lang.

## Verbreitung
Das bekannte Verbreitungsgebiet von Puccinia purpurea umfasst warme Regionen auf der ganzen Welt.

## Ökologie
Die Wirtspflanzen von Puccinia purpurea sind Horn-Sauerklee (Oxalis corniculata) für den Haplonten und Süßgräser des Tribus Andropogoneae (Sorghum und Zitronengras) für den Dikaryonten. Der Pilz ernährt sich von den im Speichergewebe der Pflanzen vorhandenen Nährstoffen, seine Sporenlager brechen später durch die Blattoberfläche und setzen Sporen frei. Die Art verfügt über einen Entwicklungszyklus, von dem bislang lediglich Telien und Uredien bekannt sind; Spermogonien und Aecien konnten dem Pilz nicht zugeordnet werden.